# 세종대왕 (드라마)
《세종대왕》(世宗大王)은 1973년 2월 5일부터 1973년 10월 6일까지 방영된 KBS의 대하드라마이다. 조선 태종 시대부터 세종시대를 배경으로 하고 있다.

## 제작진
- 극본 : 이은성
- 연출 : 이정훈
- 조연출 : 장형일

## 등장 인물
- 남일우 : 세종 이도 역
- 남성우 : 태종 이방원 역
- 김용림 : 원경왕후 민씨 역
- 양정화 : 소헌왕후 심씨 역
- 박근형 : 양녕대군 이제 역
- 정승현 : 효령대군 이보 역
- 황건일 : 성녕대군 이종 역
- 신구 : 방촌 황희 역
- 안병경 : 황보신 역
- 이종만 : 고불 맹사성 역
- 김병기 : 민무구 역
- 곽경환 : 민무질 역
- 이익배 : 민무회 역
- 최진걸 : 민무휼 역